# Pailly, Vaud
Pailly är en ort och kommun i distriktet Gros-de-Vaud i kantonen Vaud, Schweiz. Kommunen har 576 invånare (2023).